# اوکسوبورینیک اسید

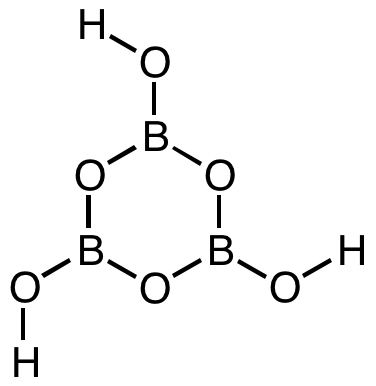
ساختار مولکولی متابوریک اسید (اُکسوبورینیک اسید)

اُکسوبورینیک اسید (به انگلیسی: Oxoborinic acid) یک ترکیب شیمیایی با شناسه پاب‌کم ۲۴۴۹۲ است. 